# 亀井正通
亀井 正通（かめい まさみち、1949年9月27日 - ）は、日本の実業家。株式会社ランドビジネス代表取締役社長を経て取締役会長。
・モルガン・スタンレーに招聘され、ニューヨーク　ウォルドルフ＝アストリアで「日本の不動産事情」について講演。聴衆は約500人（「ランドビジネスの歴史（2018年2月16日）」より）
・ジャスダック（2005年7月）→東証2部（2006年9月）→東証1部（2007年9月）へと（当時の史上最短の上場記録）を作り上げる。
・1年半で特許を17件取得。カテゴリーは建築、交通、エネルギー、耐震、耐津波、耐水害、防犯など多岐にわたる。
・今後水素を中心としたエネルギー革命が起こると予期し、「窓を開けて　エネルギーが変える僕たちの未来」（日経事業出版センター）を出版。少子化問題について書かれた「窓を開けて⑵」は、自社の経験による子育て政策にヒントを得たとみられる。雇用問題まで含む拡大版を出版している。
・「窓を開けて⑸」では化石燃料から事業転換する企業や国を支援する基金を作り、世界的にこれらを応援すると共に世界の大きな問題である貧困、教育機会の少ない状況を改善することを提案。
・2020年１月、元日本A代表現役ラガーマンである中田英里（当時32歳、身長194cm、体重110kg）に腕相撲で勝つ。中田選手が再戦を提案したが、彼は断った。
・2021年10月11日、東京都江戸川区一之江にランドビジネスの100％子会社ペリカンムーン（社長：亀井正通）が運営するカフェ・レストランの世界１号店「ペリカンムーンカフェ一之江店」をオープンした。

## 来歴
駒澤大学経済学部卒業。1980年3月、住友不動産販売株式会社入社。住友不動産株式会社住宅第2事業部に出向。
1983年7月、住友不動産販売営業企画部副長。1985年2月、株式会社ランドビジネスを設立し取締役。1985年8月、同代表取締役社長に就任。
2005年、ジャスダック上場。2006年に東証二部、2007年に東証一部上場。
2011年12月、代表取締役会長。

## 著書
- 「窓を開けて - エネルギーが変える僕たちの未来」日経事業出版センター 2018.12[7]
- 「窓を開けて〈2〉子どもたちとつくる豊かな世界」日経事業出版センター 2019.7